# Androstoma empetrifolia
Androstoma empetrifolia är en ljungväxtart som beskrevs av Joseph Dalton Hooker. Androstoma empetrifolia ingår i släktet Androstoma och familjen ljungväxter. Inga underarter finns listade i Catalogue of Life.